# Jelača
Jelača (cyr. Јелача) – wieś w Serbii, w okręgu zlatiborskim, w gminie Priboj. W 2011 roku liczyła 158 mieszkańców.